# Settin' the Pace
Settin' the Pace è un album discografico del musicista jazz John Coltrane, pubblicato nel 1962 dalla Prestige Records.

## Descrizione
Il disco venne assemblato con materiale inedito risalente al 1958. Quando negli anni sessanta la fama di Coltrane crebbe in maniera considerevole travalicando i semplici confini del jazz, la Prestige Records, parecchio tempo dopo che il musicista aveva smesso di incidere per l'etichetta, assemblò insieme svariate registrazioni degli anni cinquanta, spesso scegliendo quelle dove Coltrane suonava solo in qualità di sideman, e le ripubblicò confezionate come nuovi album di Coltrane a tutti gli effetti.

## Tracce
1. I See Your Face Before Me (Howard Dietz, Arthur Schwartz) — 10:00
2. If There Is Someone Lovelier Than You (Howard Dietz, Arthur Schwartz) — 9:23
3. Little Melonae (Jackie McLean) — 14:08
4. Rise 'n' Shine (Buddy DeSylva, Vincent Youmans) — 7:15

### Bonus track CD 2008
1. By The Numbers (John Coltrane) — 12:01

## Musicisti
- John Coltrane — sassofono tenore
- Red Garland — pianoforte
- Paul Chambers — contrabbasso
- Art Taylor — batteria